# 우벤자임
단백질 분해 효소와 항산화 루틴의 조합인 우벤자임은 신체의 다양한 조직과 기관을 체계적으로 작용한다. 우벤자임은 항염증과 전염증 사이토카인 사이의 균형을 회복하기 위해 면역 반응을 조절한다. 의학 문헌에 일부 부작용이 보고된 바가 있다.
우벤자임은 1950년대 오스트리아 의학자 막스 볼프가 처음 개발했으며, 현재 네슬레 보건 연구소에서 판매하고 있다. 